# Bloomingdale (Nova Jérsei)
Bloomingdale é um distrito localizado no estado americano de Nova Jérsei, no Condado de Passaic.

## Demografia
Segundo o censo americano de 2000, a sua população era de 7610 habitantes. 
Em 2006, foi estimada uma população de 7604, um decréscimo de 6 (-0.1%).

## Geografia
De acordo com o United States Census Bureau tem uma área de 
23,9 km², dos quais 22,8 km² cobertos por terra e 1,1 km² cobertos por água.

## Localidades na vizinhança
O diagrama seguinte representa as localidades num raio de 4 km ao redor de Bloomingdale. 